# 杉沢遺跡
杉沢遺跡（すぎさわいせき）は、滋賀県米原市杉沢にある縄文時代中期から晩期を主とする遺跡。北近江地域における初めての学術的な発掘調査が実施され、縄文時代の合口甕棺墓を検出した遺跡として知られる。

## 概要
日本百名山伊吹山の南西麓に位置し、明治以来石器が出土することが知られていた。1924年（大正13年）に郷土史家の中川泉三によって御物石器と磨製石斧が報告されたのが杉沢遺跡に関する研究の端緒となる。その後、島田貞彦や柏倉亮吉によっても出土資料が紹介されており、1936年（昭和11年）には土器棺が2基出土した。
1938年（昭和13年）には小林行雄や藤岡謙二郎らによって発掘調査が行われた。これは北近江で初めての発掘調査である。縄文時代晩期後半の合口甕棺墓を検出し、これまで弥生時代の葬法と考えられていた合口甕棺墓が縄文時代にもあったことが判明する。その後、京都学芸大学や旧伊吹町教育委員会、米原市教育委員会の調査によりこれまで計11基の甕棺墓が検出されている。
1988年（昭和63年）の旧伊吹町の調査では、縄文時代晩期前半の良好な一括資料が得られた。また、地元住民らの努力により、石棒類や御物石器などの石製品、石器、縄文土器、須恵器などが多数収集されている。
2011年（平成23年）から立命館大学による継続的な発掘調査が行われている。
合口甕棺墓に用いられた土器など、出土遺物の一部は伊吹山文化資料館にて展示されている。